# مادرسالاری
زن سالاری یا مادر سالاری  (به انگلیسی: Matriarchy) نوعی سیستم اجتماعی یا حکومتی می‌باشد که اساس مدیریت و رهبری آن بر عهده یک یا چند زن است. در این نوع سیستم اجتماعی، مادر یا بزرگ‌ترین جنس ماده سرپرست خانواده است. نژاد و روابط فامیلی براساس جنس مؤنث نوشته می‌شوند. در این نوع سیستم حکومتی یک زن یا جمعی از زنان حکومت می‌کنند. در یک جامعه زن سالار زنان صاحب خانه و زمین‌های کشاورزی هستند و اموال به ارث رسیده به دختران می‌رسد و نام‌های کودکان نیز متعلق به مادر است و نه پدر.

## تعریف
مادر سالاری، نوعی نظام اجتماعی فرضی است که در آن مادر یا یک زن مسن دارای اختیار مطلق بر گروه خانواده است. با تعمیم و گسترش، یک یا چند زن (مانند یک شورا) سطح مشابهی از اقتدار را بر کل جامعه اعمال می‌کنند.

## خصوصیات
در جوامع زن سالار خانواده‌ها توسط زنان اداره می‌شوند و اصل و نسب از مادران به فرزندان منتقل می‌شود. در این جوامع اموال متعلق به زنان هستند و از مادر به دختر به ارث می‌رسند. پس از ازدواج هم این شوهر است که به خانه همسرش می‌رود و زیر یک سقف با او زندگی می‌کند. در این جوامع نیز بسیاری از مسئولیت‌های تصمیم‌گیری دربارهٔ مسائل سیاسی و اجتماعی با مردان است. همچنین رهبری با زنان بوده و سلسله ای از تبار زنان اداره امور را بدست دارند. زن سالاری بر این پایه استوار است که زنان نیروی مسلط اجتماعی هستند. در طی تاریخ همواره مردان غالب و مسلط بوده اند اما شمار بسیار معدودی از جوامع زن سالارانه نیز وجود داشته‌است.

## جوامع حیوانات مادرسالار

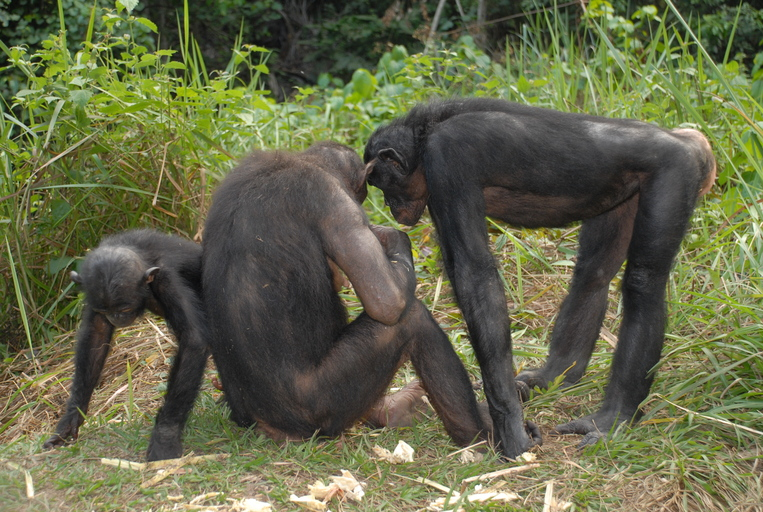
در حیات‌وحش، برخی از جوامع حیوانات مادرسالار یا مادر نهاد هستند، از جمله بونوبو

در حیات‌وحش، برخی از جوامع مادرسالار یا مادر نهاد هستند که از میان آن‌ها می‌شود به موارد زیر اشاره کرد:
- مورچه‌ها - در رأس مورچه‌ها ملکه قرار دارد. مورچه‌های شاغل همگی زن هستند، حتی کسانی که رزمنده هستند.
- زنبور– در رأس زنبور عسل ملکه است.
- فیل
- نهنگ قاتل
- عنکبوت
- کفتار خال‌دار
- بونوبو – بونوبوها به همراه شامپانزه معمولی نزدیک‌ترین خویشاوند انسان هستند.[۸]

## پیشینه
تحت تأثیر نظریه‌های چارلز داروین در مورد فرگشت بیولوژیکی، بسیاری از پژوهش‌گران قرن نوزدهم به دنبال تدوین نظریهٔ فرگشت فرهنگی بودند. نظریه‌ای که به عنوان فرگشت فرهنگی تک‌خطی شناخته می‌شود و اکنون بی‌اعتبار شده‌است، این نظریه پیشنهاد می‌کند که سازمان اجتماعی انسانی بی‌بندوباری جنسی توسط مادرسالاری به نوبه خود توسط پدرسالاری دنبال شده‌است. انسان‌شناس آمریکایی لوئیس مورگان، انسان‌شناس سوئیسی یوهان یاکوب باخوفن و فیلسوف آلمانی فردریش انگلس در توسعه این نظریه اهمیت ویژه‌ای داشتند.
اتفاق نظر میان انسان‌شناسان و جامعه‌شناسان مدرن این است که در حالی که بسیاری از فرهنگ‌ها قدرت را ترجیحاً به یک جنس اعطا می‌کردند، جوامع مادرسالار به این معنای اصلی و تکاملی هرگز وجود نداشته‌اند. با این حال، برخی از پژوهشگران همچنان از واژه‌های مادرسالاری و پدرسالاری به معنای عام برای اهداف توصیفی، تحلیلی و آموزشی استفاده می‌کنند.

## جوامع زن سالار

### خاسیهند
تولد فرزند دختر برای این مردمان با جشن و شادمانی همراه است. معمولاً جوان‌ترین دختر تمام اموال را به ارث می‌برد. اگر زوجی صاحب فرزند دختر نشوند، یک دختر را به فرزندی قبول کرده و اموال‌شان را برای او به ارث می‌گذارند.

### لائوتایلند
این منطقه یک گروه قومی واقع در شمال شرقی تایلند است. در این منطقه بعد از ازدواج، به موجب قانون مرد باید به خانه خانواده همسرش و به عنوان عضو جدید آن نقل مکان کند. همچنین، جوان‌ترین دختر خانواده حق انحصاری برای به ارث بردن املاک خانواده دارد.
در این جامعه دارایی شوهر پس از ازدواج تحت تملک زن قرار می‌گیرد.

### آمیس تایوان
آمیس‌ها گروه قومی هستند که به‌طور سنتی دارای جامعه ای زن سالار هستند. این جامعه تحت سلطه زنان بوده و در آن زنان حکمرانی می‌کنند.
وراثت مادرتباری شیوه اصلی قوم آمیس است که در آن اموال خانواده به‌طور معمول به فرزند ارشد دختر از هر خانواده به ارث گذاشته می‌شود. جامعه آمیس مادرسالار است و ریاست هر خانوار را مادر به عهده دارد. همچنین، زنان مسن جامعه به شدت محترم شمرده می‌شوند. به‌طور سنتی، زنان مالکیت اموال و ریاست خانواده را به عهده دارند.
املاک متعلق به زنان بوده به دختران به ارث می‌رسد. وقتی عقد صورت گرفت، داماد به خانه عروس می‌رود.
جانشینی در میان طایفه آمیس از طریق نسب مادری است. سمت مادربزرگ پس از مرگ وی به عضو ارشد بعدی زن قبیله، معمولاً یک خواهر یا دختر بزرگ منتقل شد. کلیه املاک این خانواده‌ها مانند زمین، خانه و سایر دارایی‌ها به خواهران یا دختران به ارث می‌رسد. مردان تنها زمانی که هیچ جانشین زن زنده ای حضور نداشته باشد، چیزی به ارث می‌برند.

### بیجاگوش گینه بیسائو
بیجاگوس از چهار قبیله مادر تبار واقع در جزیره اورانگو گراند گینه بیسائو تشکیل شده‌است. قانون عرفی مردم، نظام مادر تبار آن را به عنوان ضرورتی برای یکپارچه سازی کل جامعه بیجاگوس به رسمیت می‌شناسد. این قانون به هر مردی اجازه می‌دهد تا از اموال یا زمین متعلق به قبیله مادر تبار خاص خود به‌طور مشترک بدون هیچ گونه تقسیم زمین استفاده کند. ملکه زن، قدرت نهایی هر خانواده است.

### گارو هند
قبیله گارو برای قرن‌ها یک جامعه مادر تبار بوده‌است. این گروه قومی در شمال شرق هند قرار دارد و آداب و رسوم مردمش زن را به عنوان رئیس یک خانواده به رسمیت می‌شناسد و پس از مرگ مادر خانواده، حق ارث به فرزند دختر می‌رسد. قانون بومی گارو، مالکیت اموال را به دست زنان می‌سپارد. در قوم گارو اسم و رسم از مادر به ارث می‌رسد. پسران هنگام رسیدن به سن بلوغ، خانه والدین‌شان را ترک کرده و به یک خوابگاه پسرانه در روستا نقل مکان می‌کنند.
یک خانواده گارو توسط مادر خانه اداره می‌شود اما پدر مسئول تأمین معیشت خانوار است.
دختر خانواده در طول زندگی خود نام قبیله را به دوش می‌کشد، در حالی که پسر پس از ازدواج نام قبیله همسر خود را می‌گیرد. دختر کوچک در خانواده گارو املاک را به ارث می‌برد و اگر در خانواده هیچ وارث زن وجود نداشته باشد، اموال به دختر خواهر مادر می‌رسد.

### مینغکاباواندونزی
این منطقه که در غرب سوماترای اندونزی قرار دارد بدون شک بزرگ‌ترین جامعه زن سالار در جهان است. در این منطقه، دارایی‌ها تنها در مالکیت زنان است در حالی که قوانین عرفی نیاز به خویشاوندی دارد و اموال خانواده باید از مادر به دختر منتقل شود.

زنی از جامعه مینغکاباو بزرگترین جامعه مبتنی بر زن سالاری در جهان

مینغکاباو به‌طور سنتی جامعه ای است که قدرت در آن به دست زنان است و نه مردان. قدرت زنان مینغکاباو به حوزه‌های اقتصادی و اجتماعی گسترش می‌یابد. زنان زمین‌ها را به ارث می‌برند و شوهران به خانه‌های همسرانشان می‌روند. برخلاف بسیاری از جوامع دیگر که در آن زنان هنگام ازدواج بین خانواده‌ها رد و بدل می‌شوند، در این جامعه مردان مبادله می‌شوند.
مینغکاباو جامعه ای زن محور است. جایی که مردان جوان تشویق می‌شوند خانه خود را ترک کنند و به دنبال تحصیل و ثروت باشند. پسران جوان این قوم خانه مادر خود را ترک می‌کنند تا در خوابگاه مشترک با پسران دیگر در بخوابند، بنابراین خانه خانواده را به خواهران خود واگذار می‌کنند. پسران در این قوم سهمی از میراث خانوادگی ندارند.
خانه‌ها متعلق به زنان خانواده است که در آنجا زندگی می‌کنند و از مادر به دختر منتقل می‌شوند. شوهرها فقط در خانه تحت شرایط خاصی تحمل می‌شوند و برای خوابیدن به خانه خواهرشان برمی گردند. [

### موسوچین
قبیله موسو یکی از قدیمی‌ترین جوامع زن سالار در جهان است. این قبیله در جنوب غربی چین قرار داردو مردمش عشق مادر را به عنوان هسته اصلی بشریت در نظر می‌گیرند. از این رو، مادر اساس نظام مادر تبار موسو را تشکیل می‌دهد. به‌طور سنتی، کودکان به مادر تعلق دارند و در نتیجه وراثت و خویشاوندی از طریق اصل و نسب خانواده مادر انجام می‌شود.
قوم موسو در جامعه‌ای به رهبری یک زن زندگی می‌کند. در این قوم مفهوم «پدر» یا «شوهر» وجود ندارد. موسوها به سنت «ازدواج رَوَنده» پای‌بند هستند که طبق آن مردان می‌توانند به دیدار زنان بروند و شب را با آنان بگذارند، اما زن و مرد با هم زندگی نمی‌کنند. فرزندانی که به دنیا می‌آیند در خانه مادرانشان بزرگ می‌شوند. پدران نقشی در پرورش فرزندان ندارند، در این جامعه سنتی تفوق اجتماعی با زنان است و مادربزرگ خانواده در واقع رهبر خانواده است و نامهای خانوادگی و هویت اجتماعی فرد از طریق مادر معنی میابد.
قوم موسو را می‌توان جامعه ای بدون پدر و بدون ازدواج نام نهاد. مادربزرگ خانواده را اداره می‌کند و پسران و دختران به همراه نوه‌های دختری با او زندگی می‌کنند و مردان در واقع چیزی جز اهداکنندگان اسپرم نیستند و در تربیت فرزندان خود نقشی ندارند.
موسوها جامعه ای را تشکیل داده‌اند که زنان در آن رئیس هستند. آنان زن را در مرکز جامعه خود قرار داده‌اند. کودکان موسو توسط مادر، مادربزرگ و خاله‌هایشان تربیت می‌شوند.
از نظر آنها، ازدواج یک مفهوم غیرقابل تصور است به دلیل اینکه در جامعه آنها مفهومی به نام به پدر بودن وجود ندارد.
زنان مالک هستند و ارث می‌برند و خانه‌ها را اداره می‌کنند - آشپزی، نظافت و تربیت کودک نیز بر عهده آنان است. مردان نیز وظایفی چون شخم زدن، ساخت و ساز، تعمیر خانه‌ها، ذبح حیوانات و کمک به تصمیمات بزرگ خانوادگی را انجام می‌دهند، اگرچه حرف آخر را همیشه زنان می‌زنند. مردان هیچ مسئولیت پدری ندارند. معمولاً زنان نمی‌دانند که پدر فرزندانشان کیست. مردان مسئولیت‌های زیادی به عنوان دایی در قبال فرزندان خواهرانشان دارند و خود را وقف کمک به تربیت فرزندان خواهران خود می‌کنند.

### اوامبوس نامیبیا
قبیله اوامبو بزرگ‌ترین گروه قومی در نامیبیا است. مردم این کشور در نقاط مختلف هشت منطقه کشور گسترش پیدا کرده‌اند. از قدیم تا به حال اوامبوس دارای سیستم مادرتباری جانشینی و ارث است.

### چام کامبوج
مردم چام در بخش‌هایی از کامبوج، ویتنام و تایلند زندگی می‌کنند. چامی‌ها نیز از الگوی زن سالاری پیروی می‌کنند. اسم و رسم و دارایی خانواده به فرزندان مؤنث به ارث می‌رسد. دخترها همسران خود را انتخاب می‌کنند. اغلب والدین دختر به خواستگاری پسر می‌روند و مردان تازه ازدواج کرده به خانه همسر اسباب‌کشی کرده و همراه با خانواده او زیر یک سقف زندگی می‌کنند.

## عصر حاضر
امروزه سنت‌های زن سالارانه در این جوامع تضعیف شده‌است و به تبع قوانین کشورها فرزندان نام خانوادگی پدران را می‌گیرند، پسران ارث می‌برند و هم چنین اغلب دختران پس از ازدواج به خانهٔ شوهر نقل مکان می‌کنند.

## حامیان
جنیفر هومنز در مقاله خود در مقاله خود در نیویورک تایمز تحت عنوان «پایان مردان و ظهور زنان» پیش بینی می کند مردان تسلط و قدرت خود را از دست خواهند داد پدرسالاری در حال فروریختن است ما در آغاز عصر جدیدی از تاریخ هستیم که در آن زنان فرمانروایی خواهند کرد. اين آخرين دوره سلطهٔ مردان است و زنان بر آینده حکومت خواهند کرد. وی بیان می کند یک زن سالاری جدید در حال ظهور است که در آنان زنان قدرت فائقه خواهند بود.

## منتقدین
آنان بیان می دارند که به سبب توانمندی های بیشتر همواره مردان نقشی چیره و برتر در عرصه های گوناگون سیاسی و اجتماعی داشته اند. بنابر این واگذار کردن این امور به زنان را دارای پیامد های منفی دانسته اند.